# تنسيق ملف مبادل الصوت
تنسيق ملف مبادل الصوت (AIFF) هو معيار تنسيق ملف صوتي يُستخدم لتخزين بيانات الصوت لأجهزة الكمبيوتر الشخصية وأجهزة الصوت الإلكترونية الأخرى. وتم تطوير التنسيق بواسطة شركة آبل. وفي عام 1988 استنادًا إلى تنسيق ملف تبادل الفنون الإلكترونية (IFF ، المستخدم على نطاق واسع في أنظمة أميغا) وهو الأكثر شيوعًا في أنظمة كمبيوتر آبل ماكنتوش.
بيانات الصوت في معظم ملفات AIFF هي تعديل رمز النبض غير المضغوط (PCM). ويستخدم هذا النوع من ملفات AIFF مساحة قرص أكبر بكثير من التنسيقات المفقودة مثل MP3 — حوالي 10 ميغابايت لدقيقة الواحدة من صوت ستريو بمعدل عينة 44.1 كيلو هرتز وقليلا من 16 بت. ويوجد أيضًا متغير مضغوط من AIFF يُعرف باسم AIFF-C أو AIFC ، مع العديد من برامج ترميز الضغط المحددة.
بالإضافة إلى البيانات الصوتية، يمكن أن يتضمن AIFF بيانات نقطة الحلقة والنوتة والموسيقئ للعينة، للاستخدام بواسطة أجهزة أخذ العينات والتطبيقات الموسيقية.
امتداد الملف لتنسيق AIFF القياسي هو .aiff أو .aif . للمتغيرات المضغوطة من المفترض أن يكون .aifc، ولكن.aiff أو.aif تقبل كذلك عن طريق تطبيقات الصوت الداعمة لتنسيق.

## AIFF على نظام التشغيل
مع تطور نظام التشغيل Mac OS X ، أنشأت Apple نوعًا جديدًا من AIFF وهو، في الواقع، تنسيق ترتيب بايت صغير بديل. 
لأن بنية AIFF لا توجد لديه ترتيب بايت بديل، وتستخدم أبل هندسة ضغط AIFF-C ، وصنع الترميز SOWT «مضغوط زائف» (ثنائي منطوقة من الوراء). والاختلاف الوحيد بين ملف AIFF القياسي وملف AIFF-C / sowt هو ترتيب البايت؛ لا يوجد ضغط متضمن على الإطلاق.
تستخدم Apple نوع AIFF الصغير الجديد هذا كمعيار لها في نظام التشغيل Mac OS X. وعندما يتم استيراد ملف إلى iTunes أو تصديره منه بتنسيق "AIFF"، فإنه في الواقع يتم استخدام AIFF-C / sowt. وعندما يتم استيراد الصوت من قرص صوتي مضغوط عن طريق سحبه إلى سطح مكتب Mac OS X ، فإن الملف الناتج يكون أيضًا AIFF-C / sowt. وفي جميع الحالات، تشير أبل إلى الملفات ببساطة باسم "AIFF"، وتستخدم الامتداد ".aiff".
بالنسبة للغالبية العظمى من المستخدمين، فإن هذا الوضع الفني غير ملحوظ تمامًا وغير ذي صلة. وجودة الصوت في AIFF القياسي و AIFF-C / sowt متطابقة، ويمكن تحويل البيانات ذهابًا وإيابًا دون خسارة. ومع ذلك، قد يجد مستخدمو تطبيقات الصوت القديمة أن ملف AIFF-C / sowt لن يتم تشغيله، أو سيطلب من المستخدم تحويل التنسيق عند الفتح، أو سيتم تشغيله كملف ثابت.
تستمر جميع ملفات AIFF و AIFF-C التقليدية في العمل بشكل طبيعي على نظام التشغيل Mac OS X (بما في ذلك الأجهزة المستندة إلى Intel الجديدة)، وتستمر العديد من تطبيقات الصوت التابعة لجهات خارجية بالإضافة إلى الأجهزة في استخدام ترتيب AIFF القياسي للبايت.

## حلقات آبل AIFF
أنشأت أبل أيضًا امتدادًا حديثًا آخر لتنسيق AIFF في شكل حلقات أبل  يستخدمه GarageBand و Logic Pro ، والذي يسمح بإدراج البيانات لتغيير درجة الصوت والإيقاع بواسطة تطبيق في الصنف الأكثر شيوعًا، وMIDI - تسلسل البيانات والمراجع إلى أدوات تشغيل GarageBand في مجموعة متنوعة أخرى.
تستخدم حلقات آبل إما الامتداد.aiff (أو.aif) أو.caf بغض النظر عن النوع.

## تنسيق البيانات
ملف AIFF مقسم إلى عدد من الأجزاء. يتم التعرف على كل قطعة بواسطة معرف قطعة على نطاق أوسع يشار إليها باسم FourCC .
أنواع الأجزاء الموجودة في ملفات AIFF:
- قطعة مشتركة (مطلوبة)
- قطعة بيانات الصوت (مطلوبة)
- قطعة علامة
- قطعة مقياس
- قطعة التعليق
- قطعة الاسم
- قطعة المؤلف
- حطعة قوق الطبع والنشر
- قطعة التعليقات التوضيحية
- قطعة تسجيل صوتي
- قطعة بيانات MIDI
- قطعة التطبيق
- قطعة ID3

## البيانات الوصفية
يمكن لملفات AIFF تخزين البيانات الأولية في أجزاء الاسم، والمؤلف، والتعليق، والتعليق التوضيحي، وحقوق النشر. ويمكن أيضًا تضمين مقطع علامة ID3v2 في ملفات AIFF ، بالإضافة إلى جزء التطبيق مع بيانات النظام الأساسي للبيانات الوصفية الموسعة (XMP) فيه.

## أنواع الضغط الشائعة
يدعم AIFF بيانات PCM غير المضغوطة فقط. ويدعم AIFF-C أيضًا تنسيقات الصوت المضغوطة، والتي يمكن تحديدها في مقطع "COMM". ونوع الضغط هو "NONE" لبيانات صوت PCM. ونوع الضغط مصحوب باسم قابل للطباعة. وتتضمن أنواع وأسماء الضغط الشائعة، ولكن لا تقتصر على ذلك.
| Compression type | Compression name               | Data                                | Source                                           |
| ---------------- | ------------------------------ | ----------------------------------- | ------------------------------------------------ |
| NONE             | not compressed                 | PCM, big-endian                     | Apple Inc.                                       |
| sowt             | not compressed                 | PCM, little-endian                  | Apple Inc.                                       |
| fl32             | 32-bit floating point          | IEEE 32-bit float                   | Apple Inc.                                       |
| fl64             | 64-bit floating point          | IEEE 64-bit float                   | Apple Inc.                                       |
| alaw             | ALaw 2:1                       | 8-bit ITU-T G.711 A-law             | Apple Inc.                                       |
| ulaw             | μLaw 2:1                       | 8-bit ITU-T G.711 μ-law             | Apple Inc.                                       |
| ALAW             | CCITT G.711 A-law              | 8-bit ITU-T G.711 A-law (64 kbit/s) | SGI                                              |
| ULAW             | CCITT G.711 u-law              | 8-bit ITU-T G.711 μ-law (64 kbit/s) | SGI                                              |
| FL32             | Float 32                       | IEEE 32-bit float                   | SoundHack & Csound                               |
| ADP4             | 4:1 Intel/DVI ADPCM            |                                     | Stéphane Tavenard (Audio Convert/Player) AmigaOS |
| ima4             | IMA 4:1                        |                                     |                                                  |
| ACE2             | ACE 2-to-1                     |                                     | Apple IIGS ACE (Audio Compression/Expansion)     |
| ACE8             | ACE 8-to-3                     |                                     |                                                  |
| DWVW             | Delta with variable word width |                                     | TX16W Typhoon                                    |
| MAC3             | MACE 3-to-1                    |                                     | Apple Inc.                                       |
| MAC6             | MACE 6-to-1                    |                                     | Apple Inc.                                       |
| Qclp             | Qualcomm PureVoice             |                                     | Qualcomm                                         |
| QDMC             | QDesign Music                  |                                     | QDesign                                          |
| rt24             | RT24 50:1                      |                                     | Voxware                                          |
| rt29             | RT29 50:1                      |                                     | Voxware                                          |
| SDX2             | Square-Root-Delta              | Big-endian                          | 3DO (Panasonic) / MAC (Apple)                    |

- Apple Lossless (ALAC)
- FLAC
- WAV
- RIFF ، التنسيق الصغير المقابل لـ IFF
- OSType
- فور سي سي

## روابط خارجية
- Audio Interchange File Format AIFF-C - Draft 08/26/91 - Apple Computer, Inc. - (archive.org backup)
- AIFF / AIFC Sound File Specifications - Draft 17/11/17 - (archive.org backup)